# Heteropachylus
Genre
Synonymes
- Chavesincola Soares & Soares, 1946
- Aesotrinoma Soares, 1977

Heteropachylus est un genre d'opilions laniatores de la famille des Gonyleptidae.

## Distribution
Les espèces de ce genre sont endémiques du Brésil. Elles se rencontrent dans les États d'Espírito Santo et de Bahia.

## Liste des espèces
Selon World Catalogue of Opiliones (26 octobre 2024) :
- Heteropachylus crassicalcanei (Soares, 1977)
- Heteropachylus gracilis Mendes, 2011
- Heteropachylus inexpectabilis (Soares & Soares, 1946)
- Heteropachylus peracchii Soares & Soares, 1974
- Heteropachylus ramphonotus Mendes, 2011
- Heteropachylus spiniger Roewer, 1913
- Heteropachylus thelydrias Abreu & Mendes, 2022

## Systématique et taxinomie
Ce genre a été décrit par Roewer en 1913 dans les Gonyleptidae.
Chavesincola et Aesotrinoma ont été placés en synonymie par Mendes en 2011.

## Publication originale
- Roewer, 1913 : « Die Familie der Gonyleptiden der Opiliones-Laniatores. » Archiv für Naturgeschichte, sér. A, vol. 79, no 4, p. 1–256 (texte intégral).